# Ганц, Абрахам
Абрахам Ганц (нем. Ábrahám Ganz, венг. Ganz Ábrahám; 8 ноября 1814, Эмбрах, кантон Цюрих, Швейцария — 5 декабря 1867, Пешт) — швейцарско-венгерский инженер, предприниматель, основатель компании «Ганц».

## Биография
Работая в Швейцарии подмастерьем, Абрахам Ганц в 1841 решил поселиться в Венгрии, где в 1844 году организовал сперва небольшую железоплавильную мастерскую в Буде (сейчас район Будапешта), выросшую в 1860-е годы в крупнейшее металлургическое и машиностроительное предприятие Венгрии — Ganz Works.
После 1865 года он стал одним из преуспевающих промышленников Венгрии, на предприятии которого, кроме металлургической продукции, производился ряд технических устройств и механизмов по его патентам.
Благодаря изобретению инженером Андрашем Мехвартом дешёвой и быстрой технологии изготовления колёс способом литья акционерное общество «Ганц и товарищи» заняло ведущее место в отрасли. При этом сам Ганц запатентовал метод твердого литья и стал производить колёса для железнодорожных транспортных средств империи и других европейских стран. Другое изобретение того же Мехварта революционизировало технологию мукомольного дела, и оно вскоре было внедрено во всем мире.
Предприимчивому Абрахаму Ганцу — инженеру-механику и технологу везло на выдающихся изобретателей и впоследствии, когда он стал пионером развития самой революционной тогда отрасли индустрии — электротехнической. Его инженеры О. Блати, К, Циперновски, Ф. Дери сконструировали трансформатор переменного тока, этими устройствами были оборудованы электростанции венгерских городов, а также Вены, Рима, Милана, Санкт-Петербурга.
Исторический путь завода был ознаменован чередой революционных изобретений и инжиниринговых ноу-хау, которые обосновали развитие «Ганц и товарищи» на многие десятилетия. Со временем из маленького цеха выросла сеть огромных заводов, на которых работали своё время свыше 20 тысяч человек.
В 1867 создатель фирмы покончил жизнь самоубийством. Поводом послужили семейные проблемы. После его смерти продолжателем дела Ганца стал его заместитель Андраш Мехварт.
Мехварт так успешно руководил компанией, что скоро она стала одной из ведущих в Австро-Венгерской империи. Производство металла продолжалось на заводе в Буде до 1964, когда он был закрыт, и превращен в музей.
Несмотря на изменения состава владельцев и администраций, именем основателя стал называться «Ганц Холдинг». В начале XX века 60—80 % продукции завода шло на экспорт. В это время самыми важными отраслями завода были выпуск электрического и сельскохозяйственного оборудования, производство паровозов, насосов и железнодорожных вагонов.
После второй мировой войны «Ганз» был разделён на шесть самостоятельных предприятий. В 1959-м году путём объединения с предприятием «MAVAG» была создана государственная компания «Ganz-MAVAG». Даже после национализации венгерской коммунистической властью название заводов Ганца не было изменено.
В 2014 году в Венгрии выпущена монета номиналом 2000 форинтов, посвящённая 200-летнему юбилею Ганца Абрахама